# Evul Mediu întunecat

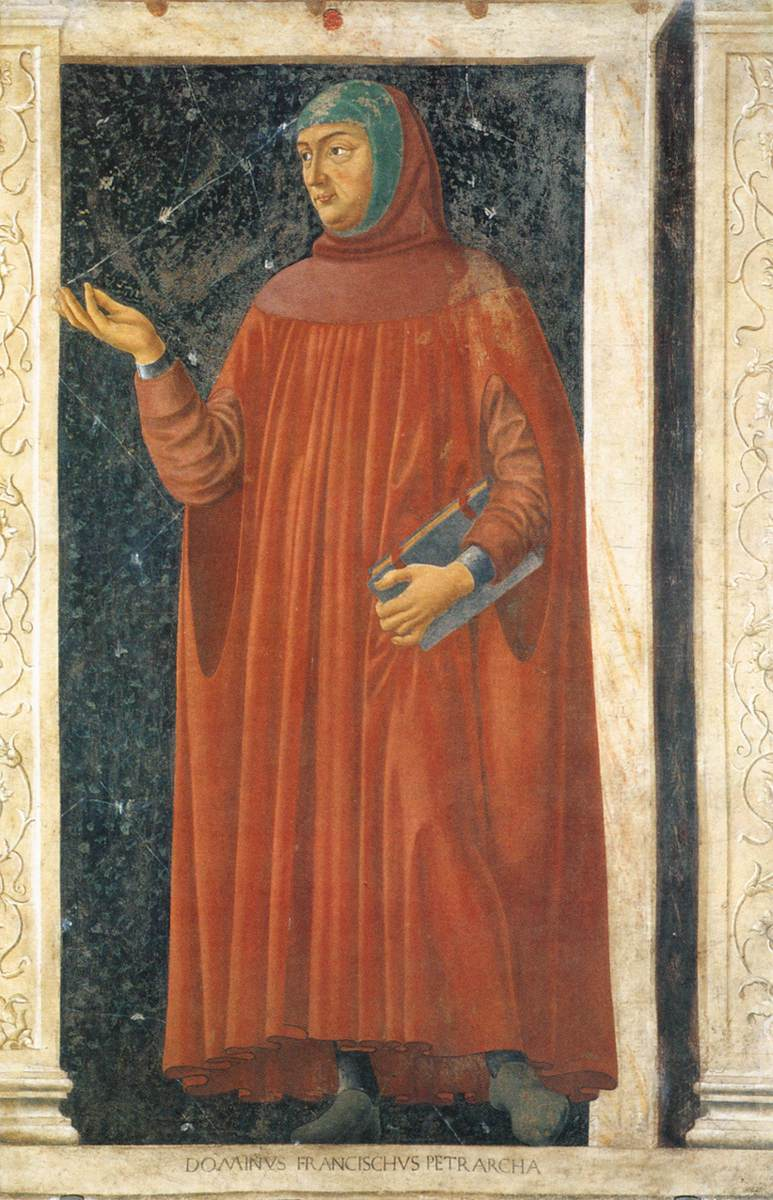
Francesco Petrarca este considerat fondatorul concepției „veacurilor întunecate”.

Epoca tenebrelor, „Epoca întunecată” sau „Evul Mediu întunecat”, desemnează perioada timpurie a Evului Mediu occidental (perioadă cunoscută și ca Evul Mediu Timpuriu), anume intervalul cuprins între 476 d.Hr. (momentul căderii împăratului Romulus) și 800 (încoronarea ca împărat a lui Carol cel Mare), sau, de o manieră mai generală intervalul dintre anii 500 și 1000. Epoca tenebrelor a fost caracterizată de prăbușirea vieții urbane sub efectul invaziilor și războaielor continue, ca și prin ignoranță și barbarie.  
Termenul este azi evitat de către istorici pentru că implică o judecată de valoare, preferându-se formule neutre gen „perioada medievală timpurie”, sau „perioada postclasică”.

## Vedeți și
- Evul Întunecat digital